# St. Margaretha (Forheim)

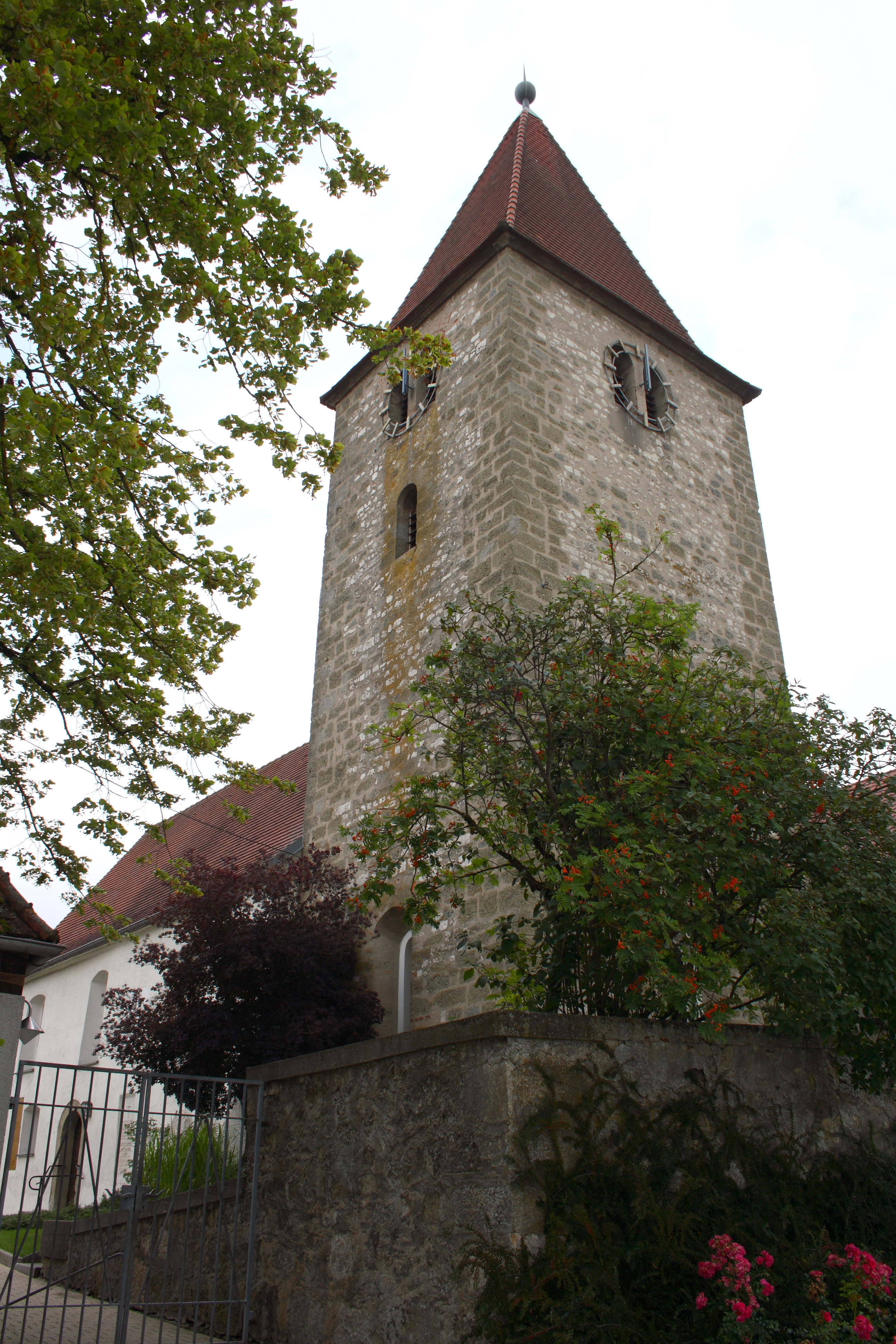
Turm von St. Margaretha

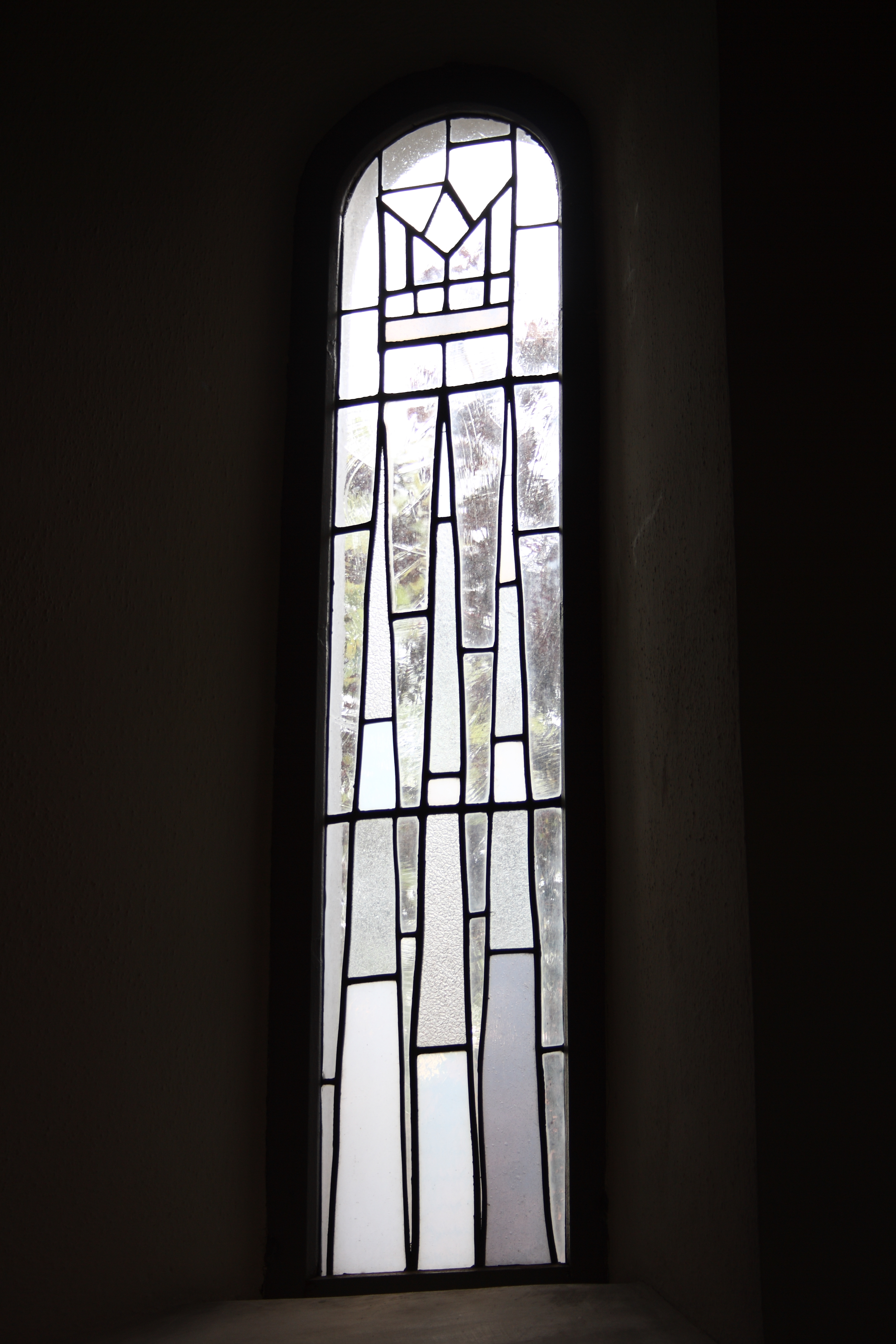
Bleiglasfenster der Kirche

Die evangelisch-lutherische Pfarrkirche St. Margaretha in Forheim, einer Gemeinde  im schwäbischen Landkreis Donau-Ries in Bayern, wurde unter Beibehaltung des alten Chorturmes 1909 völlig umgebaut.

## Geschichte und Architektur
Von 1876 bis 1881 wurde der Kirchturm zum Teil abgetragen und wieder neu aufgebaut. Der Chor befindet sich im Untergeschoss des Turmes und wird von einem Kreuzgratgewölbe überwölbt. Der quadratische Turm besitzt Klangarkaden in Form von Zwillingsfenstern und wird von einem spitzen Helm bekrönt.
Im Jahre 1909 wurde das gotische Kirchenschiff völlig erneuert. Es besitzt eine flache Decke und im Westen befindet sich eine Empore. An der Nordseite ist eine Sakristei angebaut.